# Dos Pilas

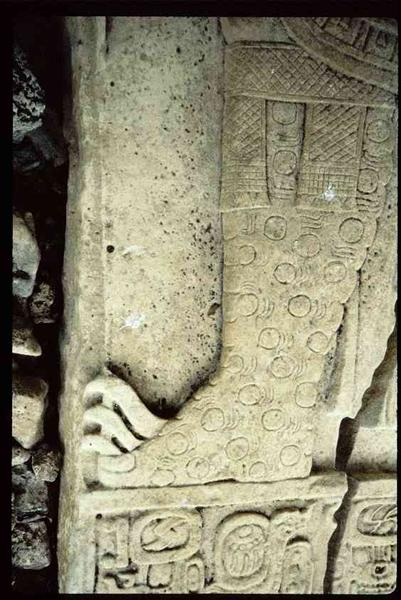
Stele 5 in Dos Pilas

Dos Pilas war eine Stadt der Maya während der späten Klassik im heutigen Departamento Petén in Guatemala. Sie wurde 629 als Außenposten von Tikal (110 Kilometer südwestlich) gegründet. Der König von Tikal setzte seinen Bruder Bajlaj Chan K’awiil (* 15. Oktober 625) als nur Vierjährigen auf den Thron der neuen Stadt und verbündete somit die beiden Orte.
Etwa 20 Jahre später wurde Dos Pilas von Eindringlingen aus der feindlichen Stadt Calakmul erobert und Bajlaj Chan K’awiil wurde gezwungen, die Seiten zu wechseln und nun auf Seiten Calakmuls gegen Tikal – und seinen Bruder – vorzugehen. Etwa zehn Jahre lang führte er Krieg gegen Tikal und siegte schließlich an der Seite der Calakmul-Truppen. Sein Bruder – der besiegte König von Tikal – wurde gemeinsam mit Angehörigen der Oberschicht nach Dos Pilas geschafft und von Bajlaj Chan K’awiil grausam hingerichtet. In Hieroglyphen ist zu lesen: „Das Blut wurde gesammelt und die Schädel der Menschen wurden aufgetürmt.“
Als Folge der Eroberungsfeldzüge entwickelte sich Dos Pilas zu einer regionalen Macht. Ständige Konflikte in dieser Region führten jedoch zu einer Destabilisierung und um das Jahr 695 besiegte Tikal den nunmehrigen Bündnispartner Calakmul. Im Jahr 760 wurde die Stadt aufgegeben.

## Liste der Herrscher von Dos Pilas
- um 648–nach 692 Bajlaj Chan K'awiil
- 698–726 Itzamnaaj K'awiil
- 727–741 Herrscher 3
- 741–nach 761 K'awiil Chan K'inich[1]